# Брайко, Михаил Григорьевич
Михаил Григорьевич Брайко (1785—1848) — генерал-лейтенант русской императорской армии, Тифлисский военный губернатор, член Военного совета Российской империи.

## Биография
Родился 13 (24) августа 1784 года в семье советника канцелярии при Венском посольстве. Образование получил в Первом кадетском корпусе, откуда был выпущен 18 мая 1802 года прапорщиком в Днепровский мушкетёрский полк; 15 мая 1803 года произведён в подпоручики.
В июле 1806 года был переведён во 2-й кадетский корпус, где в декабре 1808 года произведён в поручики. В то время при втором кадетском корпусе состояли батальоны дворян, образовавшие впоследствии Дворянский полк. По открывшейся здесь вакансии, в 1810 году, Брайко был переведён в эти батальоны с производством в капитаны. В Дворянском полку он прослужил более десяти лет, получив за отличия по службе новые чины: в сентябре 1813 года стал подполковником и ровно через 3 года был произведён в полковники.
19 апреля 1821 года Брайко был переведён во 2-й карабинерный полк Отдельного Литовского корпуса. В июне 1823 года назначен командиром 2-го гренадерского полка, которым командовал до 28 января 1826 года, когда был назначен на новую должность — командира 1-й бригады 25-й пехотной дивизии, с производством в генерал-майоры.
Во время вспыхнувшего в 1830 году в Польше мятежа, получив в управление 25-ю дивизию он отправился на театр войны для усмирения этого края. 8 февраля принял участие в сражении при Выгоде, а 13-го — при Грохове близ Праги, где был ранен ружейной пулей в левую руку, под мышкою на вылет с повреждением кости и сухожилия. Рана оказалась настолько серьёзной, что он принужден был удалиться из армии. Пробыв 4 месяца в отпуске и залечив рану, он снова возвратился к войскам и 30 июля снова принял 25-ю пехотную дивизию, которой и командовал до окончания кампании. За отличия, оказанные при Грохове, Брайко был награждён орденом св. Владимира 2-й степени.
По возвращении в Россию 6 декабря 1831 года Брайко был назначен командиром 2-й бригады 1-й гренадерской дивизии. В этой должности он оставался всего лишь несколько месяцев, а затем последовательно занимал должности — Витебского коменданта, командира 2-й бригады 3-й пехотной дивизии, потом начальника 2-й пехотной дивизии и, наконец, 13 мая 1835 года назначен Тифлисским военным губернатором, 6 декабря того же года был произведён в генерал-лейтенанты.
С 21 ноября 1842 года Брайко был членом Военного совета и оставался в этой должности до своей кончины, последовавшей 8 (20) мая 1848 года в Санкт-Петербурге; похоронен на Смоленском православном кладбище.

## Награды
Среди прочих наград Брайко имел следующие:
- Орден Святой Анны 3-й (впоследствии переименован в 4-ю) степени (1807 год)
- Орден Святого Георгия 4-й степени (26 ноября 1827 года, за беспорочную выслугу 25 лет в офицерских чинах, № 4049 по кавалерскому списку Григоровича — Степанова)
- Орден Святой Анны 2-й степени (ранее 1828 года)
- Орден Святой Анны 1-й степени (1829 год, императорская корона к этому ордену пожалована в 1835 году)
- Орден Святого Владимира 2-й степени (1831 год)
- Польский знак отличия за военное достоинство (Virtuti Militari) 2-й степени (1832 год)
- Орден Белого орла (1840 год)
- Бронзовая медаль в память 1812 года
- Знак отличия за XXXV лет беспорочной службы.

## Семья
Женился 22 мая 1808 года на дочери пастора Анне Кёниг. Известно, о их дочерях: Анастасии (20.11.1818—?) и Елизавете (?—02.07.1853).